# Megaselia johnsoni
Megaselia johnsoni är en tvåvingeart som först beskrevs av Charles Thomas Brues 1916.  Megaselia johnsoni ingår i släktet Megaselia och familjen puckelflugor.
Artens utbredningsområde är Maine. Inga underarter finns listade i Catalogue of Life.